# Симадзаки, Нобунага
Нобунага Симадзаки (яп. 島﨑 信長 Симадзаки Нобунага , род. 6 декабря 1988 года, префектура Мияги, Япония) — японский сэйю. Работает на компанию Aoni Production. Победитель в номинации «Лучший начинающий актер 2012» на Seiyu Awards и «Лучший актёр второго плана» на 15-й премии Seiyu Awards. Одни из его самых известных ролей были в сериалах Free!, «Паразит», Black Clover, Sword Art Online, «Корзинка фруктов» и «Магическая битва».

## Фильмография

### Роли в аниме
2009
- Anyamaru Tantei Kiruminzuu — Хаятэ Ти
- Kaidan Restaurant — мальчик
- Valkyria Chronicles — Хэрубато Нильсен

2010
- Angel Beats! — эпизодические роли
- SD Gundam Sangokuden Brave Battle Warriors — Сун Гуан (Сон Кен) Гандам
- Giant Killing — Синго Яно
- Hakuouki — расэцу, самурай
- Hakuouki Hekketsu-roku — солдаты
- Hime Chen! Otogi Chikku Idol Lilpri — старший брат
- Mayoi Neko Overrun! — эпизодическая роль
- Nurarihyon no Mago — крыса-монстр, монстр
- Ring ni Kakero — боксер Кагэ-до
- Seikimatsu Occult Gakuin — эпизодические роли
- Shinryaku! Ika Musume — эпизодические роли

2011
- Battle Spirits: Heroes — Энтони Старк
- Ben-To — студент
- Fate/zero — Ассассин (3 серия)
- Hanasaku Iroha — эпизодическая роль
- Ikoku Meiro no Croisee — эпизодическая роль
- Nura: Rise of the Yokai Clan: Demon Capital — Тэ но Мэ
- One Piece — эпизодические роли
- Sekai-ichi Hatsukoi — редактор (1 серия), гость (6 серия)
- Sekai-ichi Hatsukoi 2 — редактор
- Shakugan no Shana III Final — Оробас
- Sket Dance — Эйити Хираидзуми (33-34 серия)
- Softenni — эпизодическая роль
- Tamayura — эпизодическая роль
- «Бакуган» — мальчик

2012
- Ano Natsu de Matteru — Кайто Кирисима
- Area no Kishi — Ацугикита №.6
- Haiyore! Nyaruko-san — инопланетянин
- Joshiraku — актер театра Кабуки
- Kimi to Boku — эпизодическая роль
- Koi to Senkyo to Chocolate — эпизодическая роль
- Kuroko’s Basketball — Рё Сакураи
- Medaka Box — Усибука Гарахару
- Mouretsu Pirates — эпизодическая роль
- Muv-Luv Alternative: Total Eclipse — эпизодическая роль
- One Piece — эпизодические роли
- Rinne no Lagrange — Кэй Кидзаки, Масааки Кайта
- Saint Seiya Omega — студент
- Senki Zesshou Symphogear — эпизодическая роль
- Suki-tte Ii na yo. — Кэндзи Наканиси
- Tantei Opera Milky Holmes — мальчики
- Tari Tari — Таити Танака
- To Love-Ru — мальчики
- Zero no Tsukaima — адъютант
- «Психопаспорт» — дворник

2013
- Ace of Diamond — Сатору Фурья[3]
- Dansai Bunri no Crime Edge — Наруто Котаро
- Date A Live — Ицука Сидо[4]
- Free! — Харука Нанасэ[5]
- Kitakubu Katsudou Kiroku — эпизодическая роль
- Kotoura-san — мальчики
- Kuroko’s Basketball — Рё Сакурай
- Kyousougiga — солдат храма
- Little Busters! — капитан команды футболистов
- OreShura — эпизодическая роль
- Photo Kano — Кадзуя Маэда[6]
- Sakurasou no Pet na Kanojo — Химэмия Ёри
- Silver Spoon — Айкава Синносукэ[7]
- To Aru Kagaku no Railgun — эпизодическая роль
- Yondemasuyo, Azazel-san — эпизодическая роль

2014
- Buddy Complex — Тардзим Василий[8]
- Buddy Complex Kanketsu-hen: Ano Sora Ni Kaeru Mirai de — Тардзим Василий
- Date A Live II — Сидо Ицука
- Free! Eternal Summer — Харука Нанасэ[5]
- Glasslip — Юкинари Ими[9]
- Golden Time — Томоясу
- Kenzen Robo Daimidaler — Коити Мадамбаси[10]
- Nobunaga The Fool — Ода Нобукацу
- Nobunagun — Махатма Ганди[11]
- Ookami Shoujo to Kuro Ouji — Ёсито Кимура
- Ore, Twintail ni Narimasu. — Содзи Мицука, Краб Гилди[12]
- Orenchi no Furo Jijou — Тацуми[13]
- Pupa — Уцуцу Хасэгава
- Soredemo Sekai wa Utsukushii — Ифрикиа Ливиус Орвинус
- «Паразит» — Синъити Идзуми[14]

2015
- Ace of Diamond (ТВ-2) — Сатору Фурья
- Aquarion Logos — Акира Каибуки[15]
- Fafner in the Azure: EXODUS — Рэо Микадо
- Ima, Futari no Michi — Кумпэй Сато[16]
- Makura no Danshi — Нао Сасаяма[17]
- Mikagura School Suite — Сигурэ Ниномия[18]
- My Love Story!! — Макото Сунакава[19]
- Vampire Holmes — Хадсон[20]
- World Trigger — Хьюз

2016
- Active Raid — Такэру Куроки[21]
- Assassination Classroom (ТВ-2) — Синигами
- Grimgar of Fantasy and Ash — Манато
- Haruchika — Марэн Сэй[22]
- Kiznaiver — Цугухито Юта
- Nijiiro Days — Кэйити Катакура[23]
- Phantasy Star Online 2 — Каяно Кота[24]
- Servamp — Лихт Джекилэнд Тодороки
- Shounen Maid — Такатори Мадока[25]

2017
- Sengoku Night Blood — Мицухидэ Акэти

2018
- Free! Dive to the Future — Харука Нанасэ
- Itou Junji: Collection — Харутико Китаваки

2019
- Fruits Basket 1st season — Юки Сома

2020
- Fruits Basket 2st season — Юки Сома
- «Магическая битва» — Махито

2021
- Fruits Basket final season — Юки Сома
- Those Snow White Notes — Сэцу Савамура

2022
- Bibliophile Princess — Альфред Бернштайн
- Date a Live (ТВ-4) — Сидо Ицука
- Sasaki and Miyano — Акира Кагиура

2024
- Oblivion Battery[англ.] (ТВ) — Сюмпэй Тихая

### OVA
- 2011 — Dragon Ball: Episode of Bardock
- 2011 — Hakuouki — стрелки, воины
- 2012 — Lupin III — полицейский
- 2013 — Nazotoki-hime wa Meitantei — Даомонэ Ринтаро
- 2014 — Hori-san to Miyamura-kun (1-2) — Сэнгоку Какэру
- 2015 — Hori-san to Miyamura-kun (3) — Сэнгоку Какэру

### Дубляж
- 2010 — «Голубая кровь»
- 2013 — «Игра престолов» — Джоффри Баратеон

### Театральная анимация
- 2013 — Aura: Maryūinkōga Saigo no Tatakai — Итиро Сато
- 2015 — High Speed! -Free! Starting Days- — Харука Нанасэ

### Drama CD
- Vanquish Brothers — Нобунага
- WRITERZ — Ран Хирукава
- Heart no Kakurega — Кавакура Харуто
- Hana no Bakumatsu Koi Suru Cho — Содзи Окита
- Kiss x Kiss Vol.24
- humANdroid Vol. 03 Type H

### Видеоигры
2010
- Fist of the North Star: Ken's Rage — молодой Таузер

2013
- Dynasty Warriors 8 — Гуан Хин
- Geten no Hana — Мори Ранмару
- Kamen Rider: Battride War — Камэн Райдер Куга\Юсукэ Годай
- Super Robot Wars UX — Сун Гуан /Сонкен Гандам

2014
- Shining Resonance — Юма Ирван
- Teruomi Makabe — Пожиратель богов 2: Rage Burst

2015
- Mobius Final Fantasy — Вол
- BlazBlue: Central Fiction — Наото Куроганэ
- Closers — Наруто Кагураги
- Fire Emblem Fates — мальчик Аватар

2016
- Super Smash Bros. 4 — мальчик Коррин
- Fate/Grand Order — Арджуна, Эдмон Дантес, Фудзимару Рицука
- Bungo and Alchemist — Кавахигаси Хэкигото

2021
- Genshin Impact — Каэдэхара Кадзуха

- Arknights - Эрнесто "Текила" Салас

## Достижения
- 2012 — «Лучший начинающий актер 2012» на Seiyu Awards
- 2015 — По результатам опроса на портале Charapedia занял 22-е место в рейтинге «ТОП-30 Популярных Сейю 2015»[26].